# The Vindicator!
The Vindicator! is een computerspel dat werd ontwikkeld door Ocean Software en uitgegeven door Imagine Software. Het spel kwam in 1988 uit voor de Commodore 64, Amstrad CPC en ZX Spectrum.

## Platforms
| Platform     | Jaar |
| ------------ | ---- |
| Amstrad CPC  | 1988 |
| Commodore 64 | 1988 |
| ZX Spectrum  | 1988 |

## Ontvangst
| Beoordeeld door                       | Platform     | Datum         | Score |
| ------------------------------------- | ------------ | ------------- | ----- |
| ACE (Advanced Computer Entertainment) | Commodore 64 | november 1988 | 60%   |
| Power Play                            | Commodore 64 | oktober 1988  | 53%   |